# Церковь Александра Невского (Вербилки)
Церковь Александра Невского (Александро-Невский храм) — православный храм в посёлке Вербилки Талдомского городского округа Московской области. Относится к Дубненско-Талдомскому благочинию Сергиево-Посадской епархии Русской православной церкви.

## История
До 1911 года православного храма в Вербилках не было. Существовал Был небольшой старообрядческий деревянный молельный дом, сооруженный в начале XX века при помощи российского промышленника М. С. Кузнецова. Сломан в середине XIX века. Православные жители Вербилок являлись прихожанами Вознесенской церкви в селе Новом.
В 1911 году по просьбе рабочих на народные пожертвования в Вербилках начали строить новую православную церковь. Строительство разрешила Анна Матвеевна Соколова, потому что вся земля в посёлке была её собственностью. Церковь была деревянная, обшитая тёсом, светлая, цветом бело-голубая. Пятигранный рубленый алтарь выходил на Почтовую улицу, с которой была калитка для входа в храм. Главный вход был с противоположной стороны — со стороны паперти, которая выходила на берёзовую аллею. Двор церкви был огорожен белым забором. Строительство окончилось в 1916 году.
В 1931 году церковь закрыли. Иконы складывали на берегу Якоти и сжигали. В здании храма было решено устроить детский сад. Сняли кресты, разобрали купол, сделали солидную пристройку со стороны паперти. Зимой 1958 года детский сад переехал в новое здание, а в этом разместился санаторий-профилакторий для ослабленных детей. Но прежде был сделан небольшой ремонт: разобрали алтарь, и с этой стороны выстроили закрытые веранды-спальни. Внешний вид здания полностью изменился. Капитальный ремонт, начатый в конце 1980-х годов, ещё больше изменил внешний и внутренний вид здания бывшего храма: перекрыли крышу, в результате чего она потеряла свою сферичность, сделали кирпичную пристройку.
В ноябре 1996 года по благословению митрополита Крутицкого и Коломенского Ювеналия в Вербилках вновь был открыт православный приход, которому 1 апреля 1997 года передали здание бывшей церкви. Силами прихожан и администрации поселка был произведен ремонт, и на праздник Пасхи во вновь открытой церкви состоялась первая служба. С тех пор богослужения в церкви Александра Невского проводятся регулярно. Освящен храм был великим освящением 12 сентября 2018 года по благословению митрополита Ювеналия — епископом Луховицким Петром, который вручил награды тем, кто внёс весомый вклад в возрождение порушенной святыни.
При храме действует воскресная школа, имеется собственная небольшая библиотека. Настоятелем храма является протоиерей Андрей Владимирович Крутяков.